# Чучалін Юрій Андрійович
Ю́рій Андрі́йович Чуча́лін — капітан Збройних сил України, учасник російсько-української війни.

## Короткий життєпис
Народився в узбецькому місті Чирчик, там і розпочав військову службу. Проживав у Луцьку, як підприємець працював на Центральному ринку. Мобілізований в серпні 2014-го, командир взводу, 81-а окрема аеромобільна бригада.
3 квітня 2015-го загинув під час підриву на міні поблизу Авдіївки. Тоді ж загинули солдати Андрій Карпюк та капітан Дмитро Степанов. Згодом від поранень помер солдат Дмитро Свідерський.
Похований в селі Усичі Луцького району.
Син Петро воював в 25-й бригаді, двічі поранений.

## Нагороди
За особисту мужність і героїзм, виявлені у захисті державного суверенітету та територіальної цілісності України, вірність військовій присязі під час російсько-української війни, відзначений — нагороджений
- 27 червня 2015 року — орденом «За мужність» III ступеня.